# Велтхёйзен, Пит
Пит Хюбертюс Велтхёйзен (нидерл. Piet Hubertus Velthuizen; род. 3 ноября 1986, Неймеген, Гелдерланд) — нидерландский футболист, вратарь.

## Карьера

### Клубная
Воспитанник футбольной школы «Витесса». Дебютировал в составе 31 декабря 2006 во встрече с клубом «Виллем II» (2:2). В составе клуба закрепился в сезоне 2007/08. Уже в 2010 году подписал контракт с испанским «Эркулесом» из Аликанте.
В конце февраля 2021 года начал тренироваться в составе «Фортуны» из Ситтарда и вскоре заключил с клубом контракт до конца сезона.

### В сборной
В составе сборной провёл на данный момент только одну товарищескую игру 5 сентября 2009 с Японией, сохранив ворота в неприкосновенности (счёт 3:0). В составе олимпийской сборной как победитель молодёжного чемпионата Европы поехал на Олимпиаду в Пекине, однако там не сыграл ни одного матча из-за конфликта с тренером: Фоппе де Хан, главный тренер сборной, хотел видеть в составе более опытного Кеннета Вермера.

## Статистика

### Матчи Велтхёйзена за сборную Нидерландов
| Матчи Велтхёйзена за сборную Нидерландов | Матчи Велтхёйзена за сборную Нидерландов | Матчи Велтхёйзена за сборную Нидерландов | Матчи Велтхёйзена за сборную Нидерландов | Матчи Велтхёйзена за сборную Нидерландов | Матчи Велтхёйзена за сборную Нидерландов |
| ---------------------------------------- | ---------------------------------------- | ---------------------------------------- | ---------------------------------------- | ---------------------------------------- | ---------------------------------------- |
| №                                        | Дата                                     | Соперник                                 | Счёт                                     | Пропущено голов                          | Соревнование                             |
| 1                                        | 5 сентября 2009                          | Япония                                   | 3:0                                      | —                                        | Товарищеский матч                        |

Итого: 1 матч / пропущено 0 голов; 1 победа, 0 ничьих, 0 поражений.